# Macska az úton
A Macska az úton a KFT együttes első albuma. 1982-ben jelent meg lemezen és kazettán, majd 1994-ben CD-n. Kiadói tanács ellenére a zenekar nem szerepeltette rajta a Bábu vagy című dalt, amellyel 1981-ben berobbantak a köztudatba. 

## Az album számai
A oldal:
1. Elmúltak az ünnepek
2. Budapesti anzix
3. A vonat
4. Telefon
5. Tea
6. Szép szolidan

B oldal:
1. Macska az úton
2. Ugatnak a kutyák
3. Szunnyadó város
4. Reggae
5. Izgalom
6. Jójszakát

Start-Omega felvétel, zenei rendező: Kóbor János, hangmérnök: Nemes László, grafika: Pálfi György, fotó: Hegedűs György.

## Közreműködők
- Zene és szöveg: Korlátolt Felelősségű Társaság
- Bornai Tibor: Roland J4, pianínó, gordonka, ének
- Laár András: gitár, hegedű, ének
- II. Lengyelfi Miklós: bőgő, elektromos bőgő, basszusgitár
- Márton András: dob, ének
- Kórus: Laár András, Bornai Tibor, II. Lengyelfi Miklós, Márton András, Orosz Barna, Szegedi György, Kollár Carmen, Kocsis Andrea.